# 中村重光
中村 重光（なかむら じゅうこう、1910年9月24日 - 1998年9月5日）は、日本の政治家。日本社会党の衆議院議員（9期）。派閥は、勝間田派に所属した。永年在職議員、勲一等瑞宝章、従三位。

## 人物
長崎県生まれ。1924年（大正13年）、長崎市山里尋常高等小学校卒業。長崎市立銭座青年学校講師、長崎市議会議員(1期)、長崎県議会議員(2期)などを経て、1956年（昭和31年）、第4回参議院議員通常選挙長崎県選挙区に日本社会党から出馬し、自由民主党現職の秋山俊一郎に25,285票差で敗れる。1959年（昭和34年）、第5回参議院議員通常選挙長崎県選挙区に日本社会党から出馬し、自由民主党現職の藤野繁雄に10,965票差で敗れる。
1960年（昭和35年）、第29回衆議院議員総選挙長崎1区に日本社会党から出馬し、初当選（当選同期に宇野宗佑・海部俊樹・伊藤宗一郎・亀岡高夫・仮谷忠男・細田吉蔵・小沢辰男・佐々木義武・田沢吉郎・谷垣専一・久保田円次・田川誠一・渋谷直蔵・藤井勝志など）。以後、連続9回当選。1983年（昭和58年）、社会党第四八回定期大会で、中小企業局長に選出。1985年（昭和60年）10月16日、衆議院本会議において、永年在職表彰（25年）を受けた。
1986年（昭和61年）、第38回衆議院議員総選挙に出馬せず、政界引退。
1987年（昭和62年）、長崎市長選挙に立候補したが落選。同年、勲一等瑞宝章受章。
1998年（平成10年）、9月5日死去。

## 家族
- 孫-中村俊介（現長崎県議会議員・自由民主党）[6]。